# Джон Върнън
Джон Кийт Върнън (на английски: John Keith Vernon) (24 февруари 1932 г. – 1 февруари 2005 г.) е канадски актьор.

## Биография

### Личен живот
Има три деца от брака си с Нанси Уест. Това са Крис Върнън и актрисите Кейт Върнън и Нан Върнън.

### Смърт
Върнън умира от усложнения след операция на сърцето на 1 февруари 2005 г. На частна церемония е кремиран.

## Избрана филмография
| Година | Филм                     | Оригинално заглавие    | Роля                    | Режисьор      |
| ------ | ------------------------ | ---------------------- | ----------------------- | ------------- |
| 1969   | Топаз                    | Topaz                  | Рико Пара               | Алфред Хичкок |
| 1971   | Мръсният Хари            | Dirty Harry            | кметът на Сан Франциско | Дон Сийгъл    |
| 1976   | Джоузи Уелс извън закона | The Outlaw Josey Wales | Флетчър                 | Клинт Истууд  |